# ミカシキヤヒメ
三炊屋媛（ミカシキヤヒメ、生没年不詳）は、古代日本の女性。

## 概要
『古事記』では登美夜毘売（とみやびめ）、『日本書紀』では三炊屋媛、鳥見屋媛、長髄媛（ながすねびめ）と記する。また御炊屋姫、櫛玉姫命、櫛玉比女命、櫛玉比売命などとも表記される。

## 系譜
那賀須泥毘古の妹で、邇芸速日命の妻となる。邇芸速日命との間に物部氏、穂積氏らの祖神である宇麻志摩遅命を生んだ。

## 祀る神社
- 石切剣箭神社: 上之社境内　登美霊社、婦道神社（大阪府東大阪市東石切町）
- 矢田坐久志玉比古神社
- 櫛玉比女命神社